# Сборная ЮАР по футболу (до 20 лет)
Сборная ЮАР по футболу до 20 лет — национальная команда, представляющая Южно-Африканскую Республику в своей возрастной категории. Управляющей организацией является Южноафриканская футбольная ассоциация, имеющая членство в ФИФА, КАФ и КОСАФА. Футболисты из ЮАР в возрасте 20 лет и младше имеют в своём активе один выход в финал Кубке африканских наций и 9 трофеев в чемпионате КОСАФА.

## История

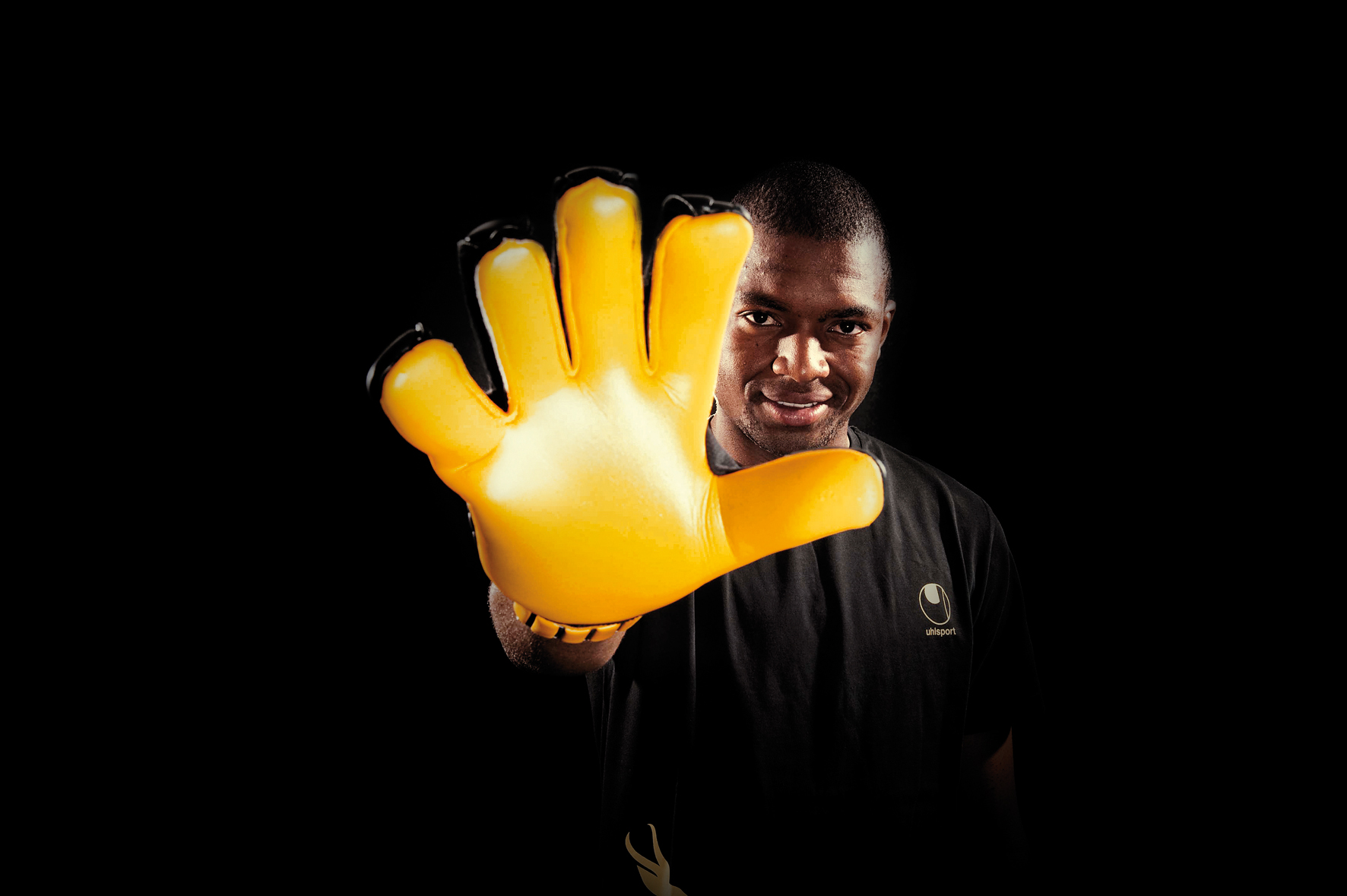
Итумеленга Куне — лучший вратарь чемпионата КОСАФА 2005 года

Впервые сборная ЮАР до 20 лет выступила на международном уровне в рамках чемпионата КОСАФА 1993 года в Свазиленде под руководством Эфраима Машаба. С тех пор команда завоевала 9 побед в турнире, уступая по этому показателю лишь Замбии (12 титулов). В активе ЮАР также пять серебряных медалей чемпионата КОСАФА и три бронзовые. Лучшими игроками турнира становились такие южноафриканцы как Лувуйо Мкачана (2017), Промайс Мхума (2018) и Шандре Кэмпбелл (2024). Приз лучшего бомбардира в своём активе есть у Лютера Сингха (2016), Лайла Фостера (2018), Синенджонго Мкива (2020) и Ли Джоди Эшена (2024). Лучшими вратарями чемпионата КОСАФА признавали Итумеленга Куне (2005) и Флетчера Лоу (2024).

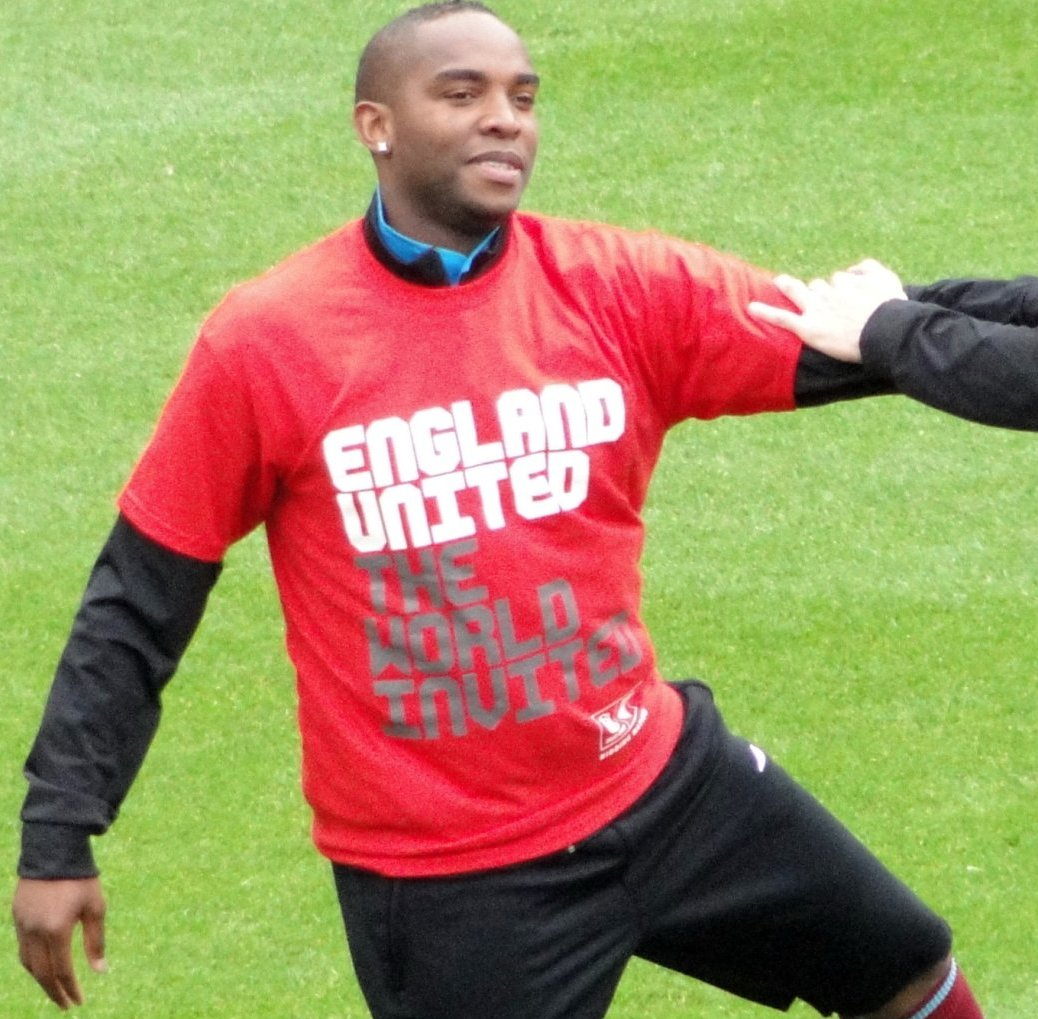
Бенни Маккарти — лучший игрок и бомбардир КАН 1997

Дебют ЮАР в отборочной кампании к Кубку африканских наций состоялся в 1995 году, однако завершился неудачно. Пройти в основной турнир команде удалось со следующего раза в 1997 году, где сборная дошла до финала, уступив в решающем матче Марокко (0:1). Серебряные награды того турнира являются наивысшими результатами ЮАР на всеафриканском уровне. В 2019 году команда стала третьей, а в 2009 и 2017 годах — четвёртой. На домашнем Кубке африканских наций 2011 года ЮАР не смог преодолеть групповой этап. По итогам турнира 1997 года лучшим игроком и бомбардиром стал южноафриканец Бенни Маккарти. На турнире 2017 года лучшим бомбардиром с 4 забитыми голами был Лютер Сингх.
Успешная игра на всеафриканском турнире позволила четыре раза ЮАР выступить на чемпионате мира среди молодёжных команд. Лучший результат сборная продемонстрировала в 2009 году, сумев выйти в 1/8 финала. Четыре раза ЮАР был представлен на турнире Мориса Ревелло (1998, 1999, 2002, 2005), но ни разу не преодолевал групповой этап. В 2015 году команда стала победителем Кубка Содружества, который проводился в Санкт-Петербурге, обыграв в решающем матче Финляндию. Лучшим игроком турнира был признан Мочека Мадиша, а лучшим нападающим — Пуле Марайсане.
ЮАР являлся участником Африканских игр 2019 года в Рабате, где команда заняла последнее четвёртое место на групповом этапе.
В разные годы тренерами команды были Эфраим Машаба (1996—1998), Стив Компела (2004—2005), Хабо Зондо (2010—2011), Максуд Чения (2011—2012), Дэвид Нотоан (2014—2016), Хелман Мкалеле (2016—2017) и Табо Сенонг (2017—2019).

## Достижения
- Финалист Кубка африканских наций (до 20 лет): 1996
- Чемпион КОСАФА (до 20 лет): 2000, 2004, 2006, 2008, 2009, 2013, 2017, 2018, 2024
- Победитель Кубка Содружества: 2015

## Результаты выступлений

### Кубок африканских наций
| Кубок африканских наций (до 20 лет) | Кубок африканских наций (до 20 лет) | Кубок африканских наций (до 20 лет) | Кубок африканских наций (до 20 лет) | Кубок африканских наций (до 20 лет) |
| Год                                 | Результат                           |                                     | Год                                 | Результат                           |
| ----------------------------------- | ----------------------------------- | ----------------------------------- | ----------------------------------- | ----------------------------------- |
| 1979                                | не участвовала                      | 2003                                | групповой этап                      |                                     |
| 1981                                | не участвовала                      | 2005                                | не прошла квал.                     |                                     |
| 1983                                | не участвовала                      | 2007                                | не прошла квал.                     |                                     |
| 1985                                | не участвовала                      | 2009                                | 4 место                             |                                     |
| 1987                                | не участвовала                      | 2011                                | групповой этап                      |                                     |
| 1989                                | не участвовала                      | 2013                                | не прошла квал.                     |                                     |
| 1991                                | не участвовала                      | 2015                                | групповой этап                      |                                     |
| 1993                                | не участвовала                      | 2017                                | 4 место                             |                                     |
| 1995                                | не прошла квал.                     | 2019                                | 3 место                             |                                     |
| 1997                                | 2 место                             | 2021                                | не прошла квал.                     |                                     |
| 1999                                | не прошла квал.                     | 2023                                | не прошла квал.                     |                                     |
| 2001                                | групповой этап                      | 2025                                |                                     |                                     |

### Чемпионат мира
| Чемпионат мира среди молодёжных команд | Чемпионат мира среди молодёжных команд | Чемпионат мира среди молодёжных команд | Чемпионат мира среди молодёжных команд | Чемпионат мира среди молодёжных команд | Чемпионат мира среди молодёжных команд | Чемпионат мира среди молодёжных команд | Чемпионат мира среди молодёжных команд |
| Год                                    | Результат                              | И                                      | В                                      | Н                                      | П                                      | ГЗ                                     | ГП                                     |
| -------------------------------------- | -------------------------------------- | -------------------------------------- | -------------------------------------- | -------------------------------------- | -------------------------------------- | -------------------------------------- | -------------------------------------- |
| 1997                                   | групповой этап                         | 3                                      | 0                                      | 1                                      | 2                                      | 2                                      | 6                                      |
| 2009                                   | 1/8 финала                             | 4                                      | 1                                      | 1                                      | 2                                      | 5                                      | 8                                      |
| 2017                                   | групповой этап                         | 3                                      | 0                                      | 1                                      | 2                                      | 1                                      | 4                                      |
| 2019                                   | групповой этап                         | 3                                      | 0                                      | 1                                      | 2                                      | 3                                      | 7                                      |
| Всего                                  | 4/24                                   | 13                                     | 1                                      | 4                                      | 8                                      | 11                                     | 25                                     |